# Hypochrysops eucletus
Hypochrysops eucletus är en fjärilsart som beskrevs av Felder 1865. Hypochrysops eucletus ingår i släktet Hypochrysops och familjen juvelvingar. Inga underarter finns listade i Catalogue of Life.